# Jan Kleski

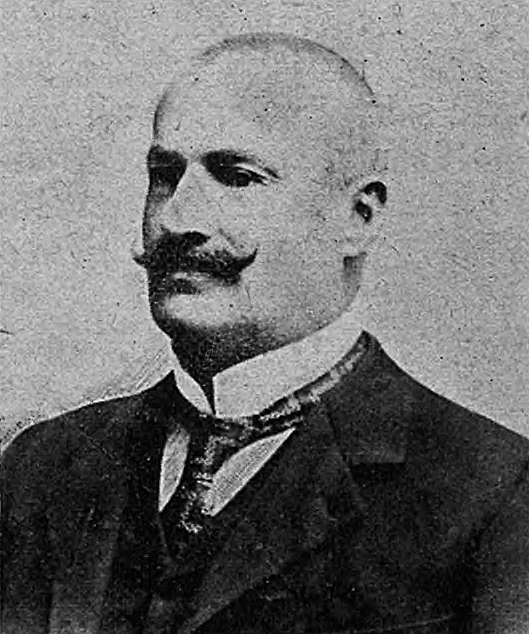
Jan Kleski, 1908

Jan Kleski (* 23. März 1860 in Werbiąż Wyżni (ukr. Верхній Вербіж) bei Kolomyja; † 19. Januar 1934 ebenda) war 1908 bis 1914 Abgeordneter des Galizischen Landtags, 1911 bis 1918 der XII. Legislaturperiode des österreichischen Abgeordnetenhauses und 1919 bis 1922 der Polnischen Verfassunggebenden Nationalversammlung (Sejm Ustawodawczy).
Jan Kleski studierte Rechtswissenschaften an den Universitäten in Wien und Czernowitz. Er war Gutsbesitzer von Werbiąż, Bürgermeister von Kolomyja und langjähriger Marschall des Powiat Kolomyja. 1922 bewarb er sich erfolglos zum polnischen Sejm und Senat. In der Zweiten Polnischen Republik stiftete er den Bau einiger Schulen und Kapellen.